# Edad de Plata en España
La Edad de Plata es un período de la cultura española que coincide con el desarrollo tecnológico, industrial y educativo de finales del siglo XIX y primer tercio del siglo XX y que se caracteriza por una riqueza y diversidad de manifestaciones artísticas y culturales que siguen las tendencias de la modernidad europea, teniendo en cuenta también las peculiaridades propias del legado autóctono.

## Historia

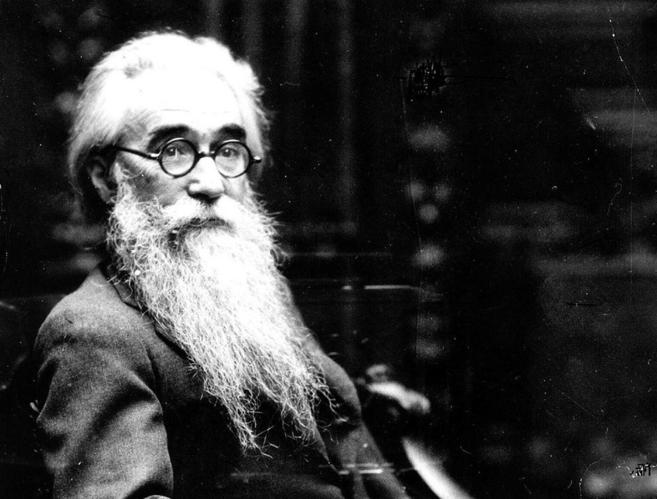
Ramón María del Valle-Inclán

En la pasada década de los cuarenta, Ernesto Giménez Caballero, dentro de los tomos V y VI de su Lengua y Literatura de España (1946-1949) propone el término de «Edad de Plata» como semejanza a la Edad de Oro, en claro paralelismo pero, a la vez, estableciendo una comparación en grado de inferioridad –en su concepción imperialista de la Historia– para abarcar el periodo de la cultura española posterior a los siglos XVI y XVII. Otros muchos estudiosos han venido reclamando este término para hablar de un moderno periodo histórico, rico y diverso en manifestaciones literarias. Así, en 1963, José María Jover Zamora, junto a Antonio Ubieto y Juan Reglá, en su Introducción a la Historia de España incide en este concepto historiográfico –imitación mermada de la época áurea–, para designar una época histórica, cultural y artística de España situando su inicio a partir de la Restauración de 1875 hasta llegar a la Guerra Civil de 1936. Después vendrán Miguel Martínez Cuadrado que fija, con mayor amplitud, el comienzo de la Edad de Plata en la Revolución de 1868; José Carlos Mainer, quien popularizará el término englobando su estudio entre 1902, fecha de aparición de las cuatro grandes novelas que marcarían el comienzo de una nueva narrativa en España (La voluntad de Azorín; Camino de perfección de Pío Baroja; Amor y pedagogía de Unamuno y Sonata de otoño de Valle-Inclán), hasta los años de la Guerra Civil, que incorporaría en su segunda versión de 1981; y Pedro Laín Entralgo. Durante la etapa democrática, los investigadores españoles se afanaron en ofrecer relecturas plurales de la historia de España, en su sentido más amplio. La necesidad de superar conceptos como el de generación literaria, la dicotomía establecida entre modernistas  y noventayochistas  así como seguir la senda de los llamados estudios culturales llevó a los historiadores de la literatura a adoptar una terminología que inaugurara el diálogo entre lo español y lo internacional (Belle Époque, Fin de Siècle, Avant-garde, Modernismo)

## La Edad de Plata
Los autores pertenecientes a La Edad de Plata son aquellos que tradicionalmente han formado parte de la generación del 98, del 14 y del 27. Sin olvidar que existen muchos otros a los que se clasifica en los márgenes del canon. Asimismo, la nómina se ha enriquecido y diversificado gracias a la visibilidad de las mujeres escritoras.

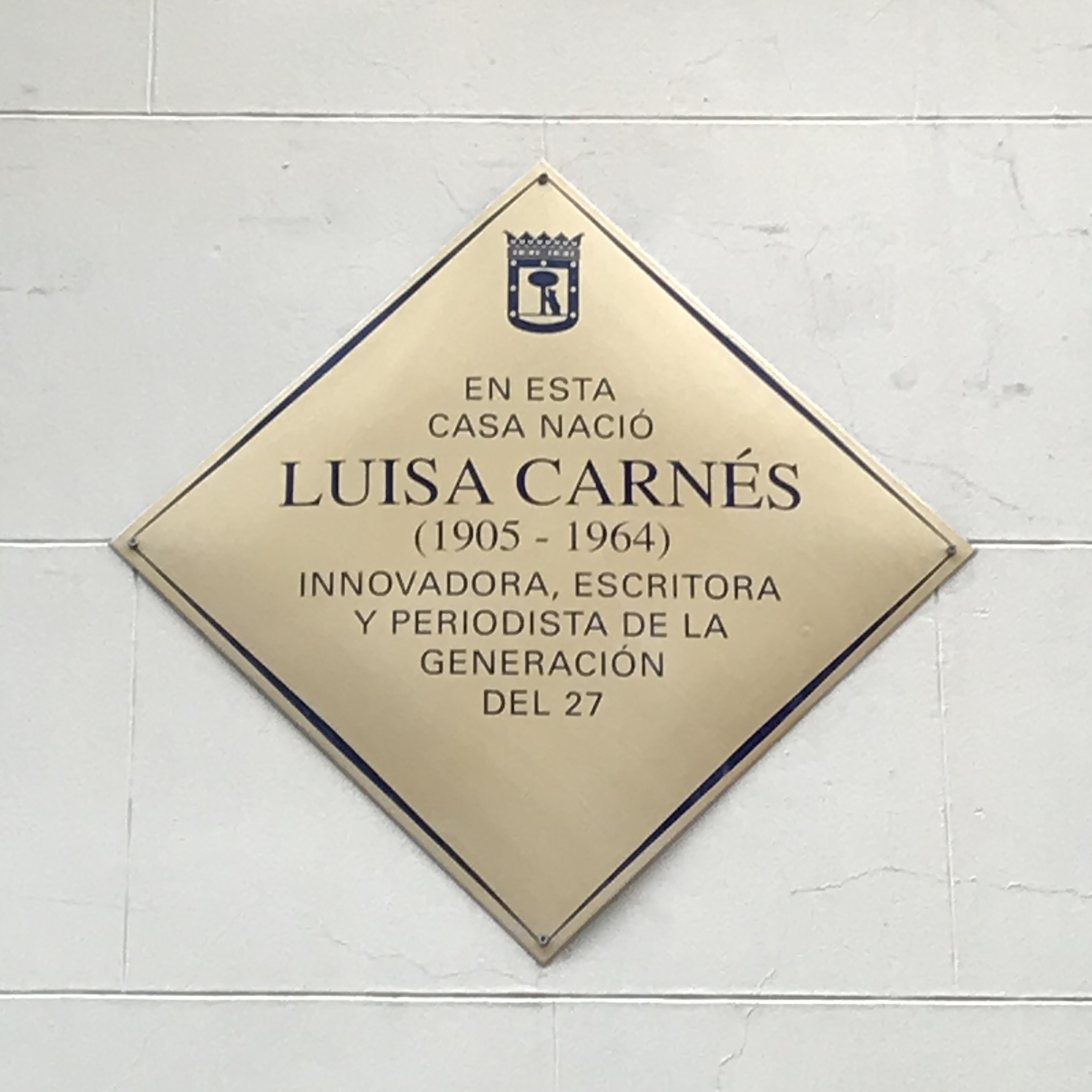
Placa conmemorativa en la Calle Lope de Vega de Madrid

La historia de la literatura española de finales del siglo XIX y primer tercio del siglo XX se ha venido enseñando teniendo en cuenta la evolución vital y estética de tres generaciones literarias: la generación del 98, la generación del 14  y la generación del 27  destacando en ellas grandes autores como Miguel de Unamuno, Antonio Machado, Ramón del Valle-Inclán, Juan Ramón Jiménez, Ramón Pérez de Ayala, Gabriel Miró, José Ortega y Gasset, Federico García Lorca, Luis Cernuda, Vicente Aleixandre, Dámaso Alonso y tantos otros hoy bien conocidos y reconocidos internacionalmente. En la actualidad hay proyectos académicos y culturales que superan el concepto de generación literaria y trabajan con contenidos teniendo en cuenta otras aportaciones. El proyecto transmedia de Las Sinsombrero ha gozado de éxito mediático y ha sacado a la luz la labor intelectual llevada a cabo por mujeres (Maruja Mallo, Rosario de Velasco, Marga Gil Roësset, María Zambrano, María Teresa León, Josefina de la Torre, Rosa Chacel, Ernestina de Champourcín, Concha Méndez, Margarita Manso, Delhy Tejero, Ángeles Santos, Concha de Albornoz y Luisa Carnés). Desde los años ochenta del pasado siglo, y por parte de algunos docentes, se está enfocando la producción artística de esta época desde aproximaciones más dinámicas e inclusivas, intentando superar categorías biológicas o apelativos coloquiales.
Los estudios culturales y el acceso a nuevas fuentes gracias a la digitalización masiva de documentos han permitido abrir el canon a la lectura de textos que enriquecen el conocimiento de la Edad de Plata con una gran diversidad de autores y creadores. Los llamados estudios culturales pusieron de moda el concepto de ‘margen’ para configurar su marco teórico. El paradigma de estos estudios incluyó en la Modernidad el análisis de un amplio y complejo entramado de manifestaciones artísticas, que tienen en cuenta el género y la sexualidad, el nacionalismo y la identidad nacional, el colonialismo y el postcolonialismo, la raza y la etnia, la cultura popular y sus audiencias, la ciencia y la ecología, la identidad política, la pedagogía, la política de los estudios estéticos, las instituciones culturales, el discurso y la textualidad, la instrucción y la educación, historia y su cultura. Esos márgenes sujetan los hilos que tensan la urdimbre de la Modernidad.

## La otra Edad de Plata
Ángela Ena Bordonada alude a La otra Edad de Plata literaria, es decir, aquella que ha quedado olvidada, oscurecida por la brillantez de los grandes nombres y movimientos del periodo, otorgando carta de naturaleza a este término o concepto de «otredad» que, partiendo de la refundación historiográfica iniciada en 1971 por Federico Sainz de Robles, al hablar de raros y olvidados, venía a englobar aquella producción literaria de la época «que ha permanecido y permanece entre las sombras», cuya riqueza cultural y literaria debía ser recuperada tras décadas ubicada en los márgenes de un canon muchas veces discriminatorio. En este contexto, el grupo de investigación La Otra Edad de Plata: Historia Cultural y Digital ha creado Mnemosine. Biblioteca Digital de La otra Edad de Plata, que da acceso a textos literarios de numerosos autores, así como datos extensibles sobre los mismos, distribuidos en colecciones literarias para poner en valor la labor desarrollada por estudiosos expertos en la época, teniendo en cuenta aquellas obras, autores y géneros a rescatar y considerar, como la literatura de compromiso, la literatura lésbica, la protociencia-ficción española, la literatura infantil, el exilio, las revistas y colecciones literarias o las mujeres intelectuales.

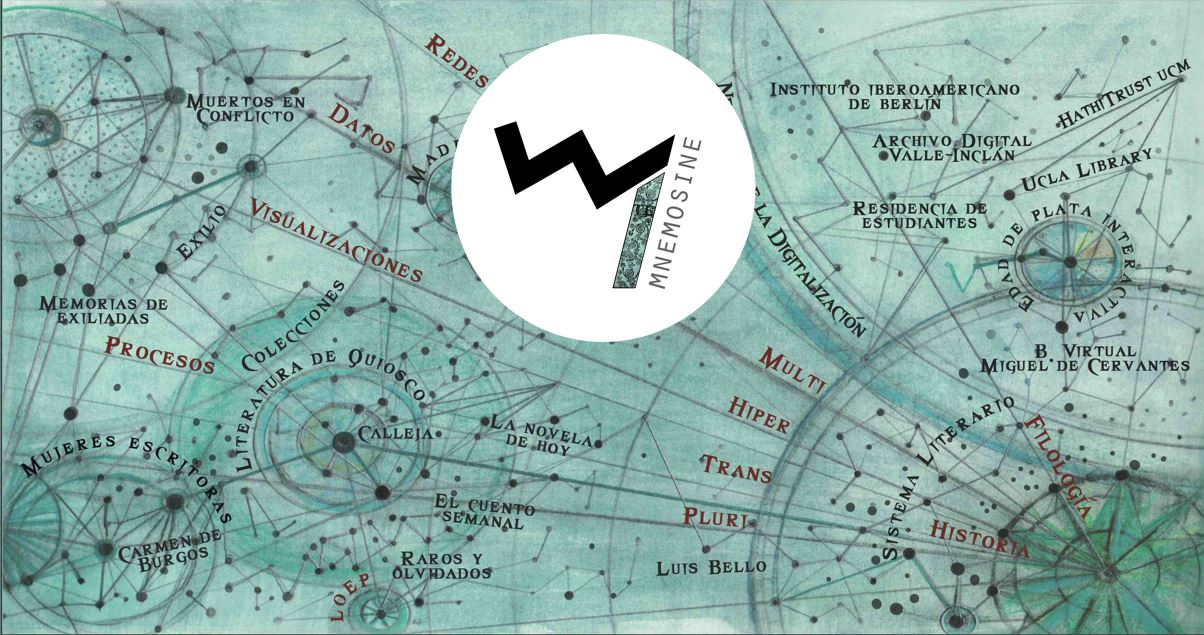
Logo de la Biblioteca digital Mnemosine

## La mujer moderna en la Edad de Plata

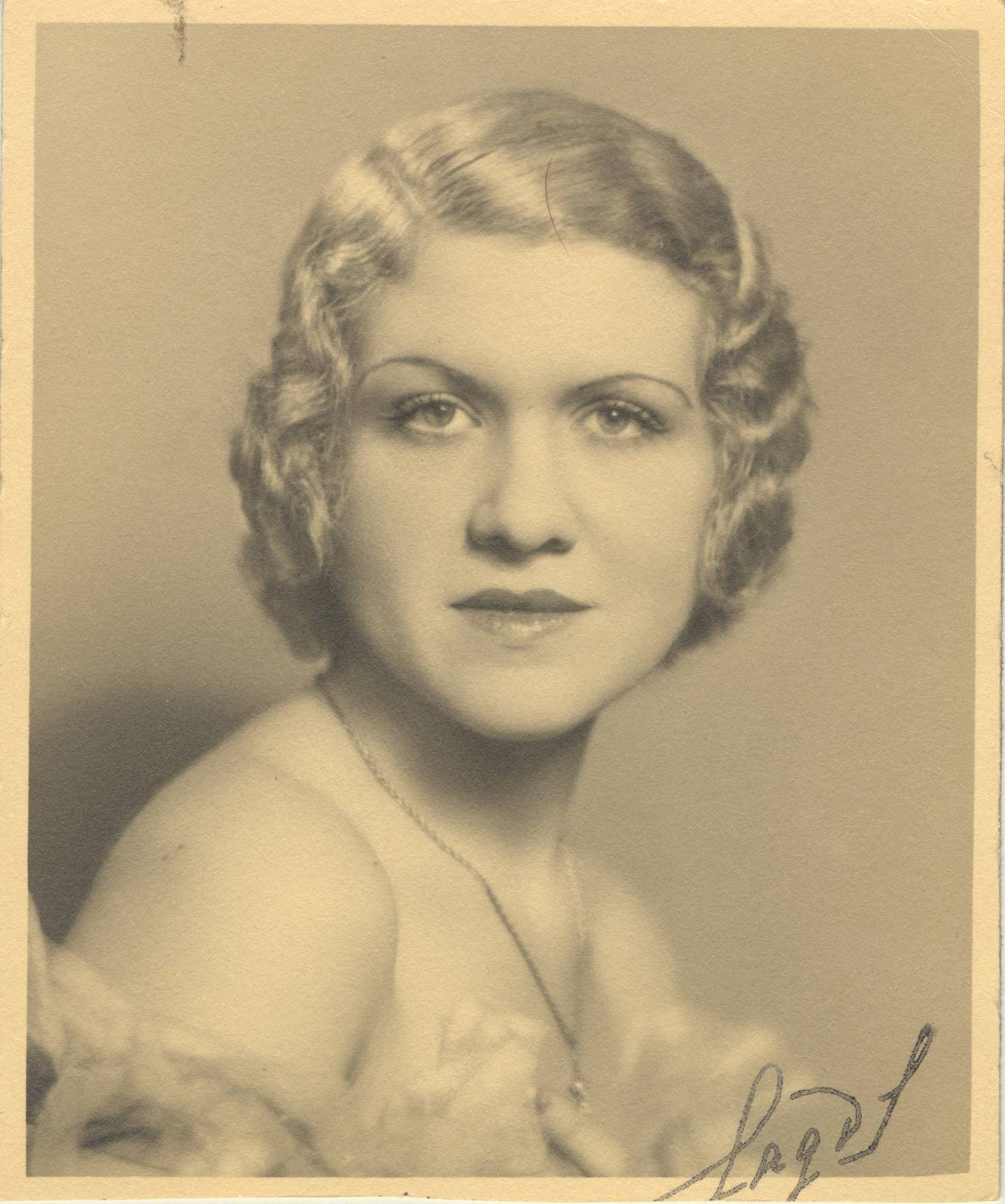
Josefina de la Torre Millares

Durante las últimas décadas del siglo XIX y el primer tercio del siglo XX, se producen importantes cambios en la situación social de las mujeres, que progresivamente van accediendo a la esfera pública y a los tres ejes que la definen: educación, trabajo y participación política. Poco a poco se va, así, abriendo paso un nuevo modelo de identidad femenina, el de la «mujer moderna», que, aunque en convivencia con el tradicional del «ángel del hogar», encarnaba un nuevo ideal, al que se adhirieron numerosas mujeres de la época, entre ellas las escritoras, intelectuales y artistas que, como explica Ángela Ena Bordonada, por encima de divergencias ideológicas «ejercen un didactismo dirigido a la modernización de la mujer española que ellas exponen a través de sus ensayos, artículos periodísticos, conferencias, incluso en sus alocuciones desde los micrófonos de la primitiva radiofonía, y, de modo muy eficaz, en sus ficciones literarias a través de sus personajes femeninos», un aleccionamiento sobre la nueva mujer que conseguirá «inventar a la mujer moderna, como modelo a seguir, antes incluso de que esa mujer existiese en la realidad española, y consigue algo más importante: que la mujer, sus problemas y sus necesidades se hicieran visibles para la sociedad en general y para las propias mujeres que eran sus principales lectoras».
En este contexto de transformaciones son, pues, muchas las autoras que se incorporan a la sociedad literaria del periodo y cuyas trayectorias han empezado a ser visibilizadas y reivindicadas en las últimas décadas. Dentro de este proceso de inserción en el panorama literario fueron fundamentales las relaciones de amistad que las autoras establecieron entre ellas (y también con otras figuras masculinas), lo que permitió no solo el apoyo mutuo, sino el establecimiento de toda una serie de redes profesionales que hizo posible, en última instancia, el acceso al circuito literario. Cabe, en este sentido, destacar el papel que desempeñaron una institución como la Residencia de señoritas  y la asociación Lyceum Club Femenino. Entre las narradoras, sobresalen nombres como los de Caterina Albert, Sofía Casanova, Carmen de Burgos, Concha Espina, Margarita Nelken, Magda Donato, Elena Fortún, María Teresa León, Luisa Carnés, Federica Montseny, Rosa Chacel, etc. Fueron también muchas las autoras que accedieron al ámbito teatral y que cultivaron diversos géneros (dramas, tragedias, comedias, sainetes, teatro infantil), con piezas de carácter popular en unos casos y más renovadoras y vanguardistas en otros; entre ellas, podemos mencionar nombres como los de Pilar Millán Astray, Halma Angélico, Elena Arcediano, Mercedes Ballesteros, Teresa Borragán, Matilde Ras, Isabel Oyarzábal, Magda Donato, María Teresa León, Concha Méndez, Pilar de Valderrama, etc. También las escritoras del periodo publicaron un número significativo de poemarios, adhiriéndose a las principales tendencias poéticas identificables en la evolución del género en la época, desde la influencia modernista inicial hasta el vanguardismo y la poesía social, pasando por la lírica popular. Entre estas autoras, sobresalen figuras como Sofía Casanova, María Cegarra Salcedo, Carmen Conde, Concha Méndez, Ernestina de Champourcin, Rosa Chacel, Margarita Ferreras, Ana María Martínez Sagi, Elisabeth Mulder, Marina Romero, Josefina Romo Arregui, Lucía Sánchez Saornil, Josefina de la Torre, Pilar de Valderrama, etc.

## Periodismo y literatura
Los años finales del siglo XIX y el primer tercio del siglo XX han sido considerados de forma casi unánime, no ya como una Edad de Plata, sino como una época dorada dentro del periodismo literario español. En palabras del académico Luis María Anson, «además de ciencia, el periodismo es un arte, un género de la Literatura […] En el XX, el género literario por excelencia ha sido el periodismo». Desde el Desastre del 98, surgirá en España la figura del intelectual con participación en la vida pública; y periódicos y revistas se erigen en plataformas desde las que los escritores dan a conocer sus creaciones e ideas con una proyección mucho más amplia que con otros soportes como el libro. Se multiplican entonces las cabeceras (se pasa de 1.300 a 2.000 títulos entre 1900 y 1914). Esto guarda relación con lo que expone José-Carlos Mainer, cuando afirma que la prensa fue «a la vez, el termómetro y el impulso de la vida intelectual en un país de instrucción pública débil y una vieja tradición de cultura oral».

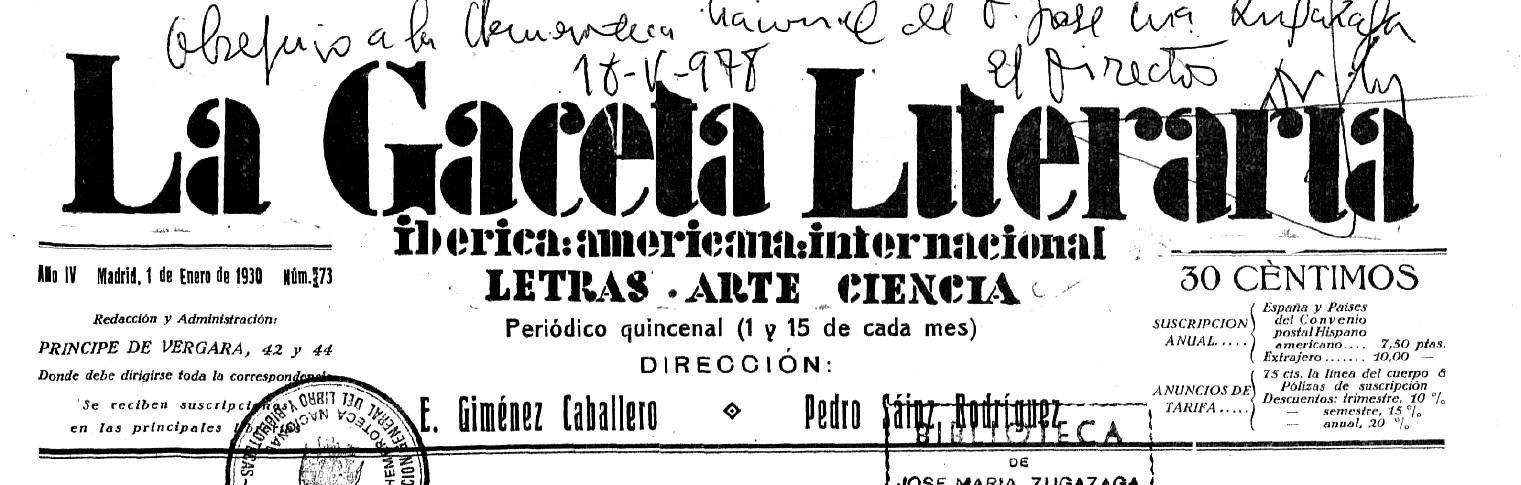
Cabecera de La Gaceta Literaria

Javier Gutiérrez Palacio, en su estudio preliminar («Acerca del periodismo literario») a De Azorín a Umbral. Un siglo de periodismo español, analiza el concepto de «periodismo literario» –difícil de delimitar desde un punto de vista técnico– como un macrogénero cultural asentado, con la Retórica como sustrato común al periodismo y a la literatura. Su definición quedó formulada a mediados del pasado siglo en Norteamérica con el New Journalism (o Nuevo Periodismo) como designador semántico; sin embargo, dicho periodismo literario, con formas y matices distintos, había sido una constante en las publicaciones españolas del siglo XX y aún antes, en el XIX, desde Mariano José de Larra a nombres tan ilustres como los de Gustavo Adolfo Bécquer o Leopoldo Alas Clarín que, a lo largo de su trayectoria, no fueron sino, ante todo, periodistas. La crónica, junto al reportaje, se constituirá en el género más característico de principios del XX en la prosa de ideas, como aportación fundamental del nuevo modo de describir y contar que, como apunta nuevamente José-Carlos Mainer, avaló el modernismo y encontró en el periódico su espacio natural, como mezcla de impresión vivida, cuento inconcluso y reflexión personal que busca combinar el mero relato del suceso o la noticia con el comentario, bien de tipo filosófico o bien de tipo humorístico. Si bien este periodismo se ha considerado insuficiente por el lado de la información, ha destacado siempre por su brillantez en el plano literario e intelectual. Fueron grandes cultivadores de la crónica en la Edad de Plata, además de los grandes autores del «Fin de Siglo» (Unamuno, Pío Baroja, Azorín…) otros como Mariano de Cavia, Carmen de Burgos, Luis Bello, José María Salaverría, Ciges Aparicio, Ramiro de Maeztu, Corpus Barga, Julio Camba, Eugenio Noel, Teresa de Escoriaza o Manuel Chaves Nogales. Fueron muchos los escritores que se adhirieron al periodismo literario: José Ortega y Gasset (toda su obra ensayística, incluida la filosófica, fue periodística en origen), Ramón Pérez de Ayala, Eugenio d’Ors, Ramón Gómez de la Serna, Ernesto Giménez Caballero, María Luz Morales, Josefina Carabias, etc.

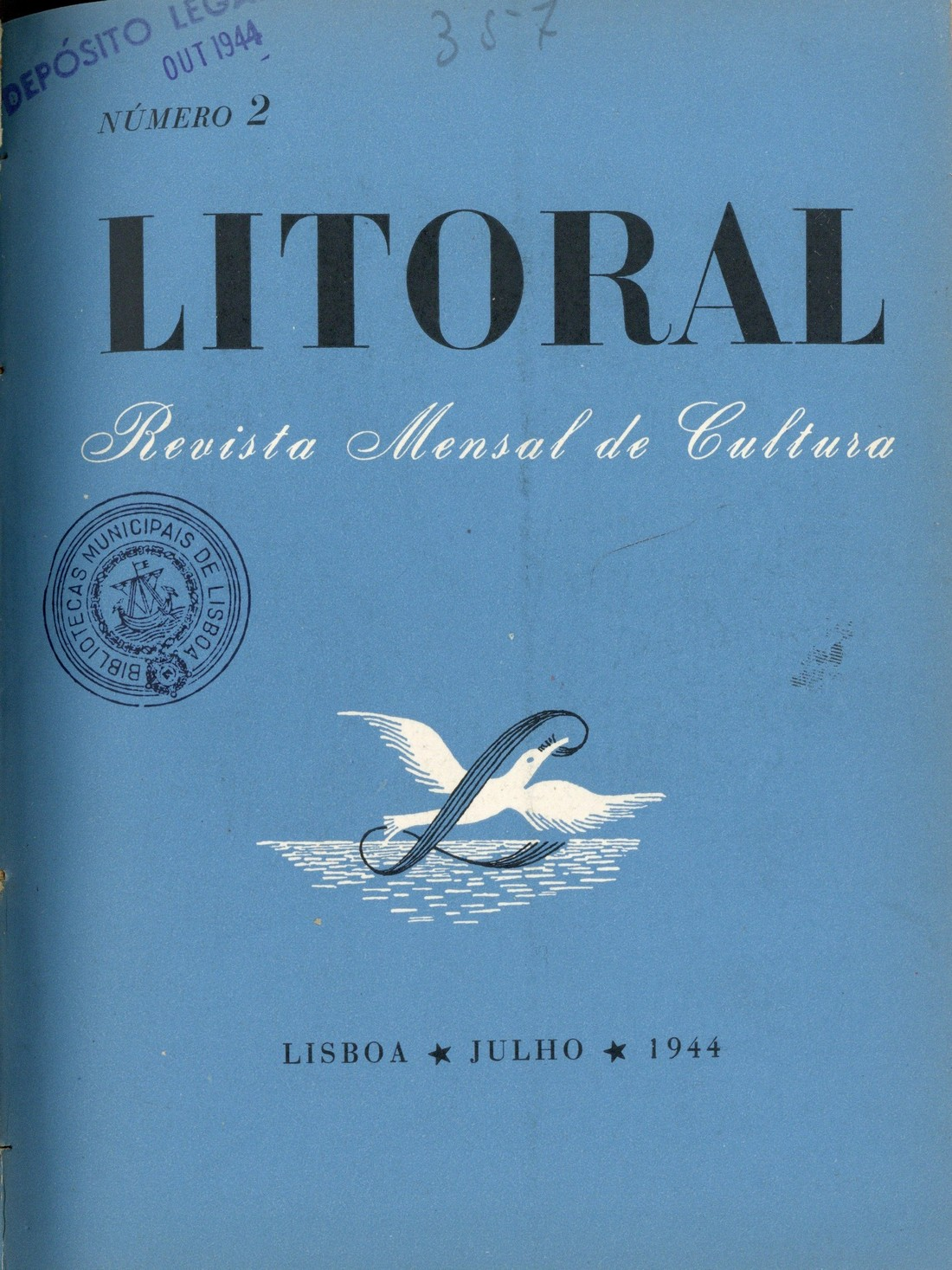
Revista Litoral

Durante estos años, y especialmente en el primer tercio del siglo XX, se suceden numerosas cabeceras que ofrecen un espacio amplio para la difusión de ideas y de la creación cultural del momento. Junto al emblemático suplemento literario de «Los Lunes» de El Imparcial sobresalen diarios como ABC y El Sol y revistas como la Revista de Occidente, o La Gaceta Literaria, que ponen de relieve la importancia de la proliferación de las mismas, de cara a la difusión de su obra, para el grupo del «27» y en general para el arte de vanguardia. Fenómeno cada vez más abundante desde el «Fin de Siglo», cuando habrían de surgir multitud de publicaciones «típicamente regeneracionistas, como medio de expresión de los sectores más radicales […]  y en lo literario pioneras de la reacción modernista contra la estética del siglo anterior», de tal modo que, sin tener en cuenta tales publicaciones literarias, no puede hacerse hoy «una historia de la literatura digna de ese nombre», las revistas del momento preconizarán una literatura diferente que dé cauce a las nuevas inquietudes intelectuales, frente a las formas literarias antiguas. Algunos de estos títulos tuvieron una vida muy corta, especialmente en el contexto de las vanguardias históricas. Los vanguardistas reconocían la importancia de las revistas para difundir su obra y muestra de ello son las numerosas cabeceras que surgen en este momento: Prometeo, Grecia, Vltra, etc. La inmediatez de las vanguardias y la rapidez en su desarrollo se constata en la inauguración de proyectos hemerográficos que no tuvieron una continuidad marcada y que dejaron de publicarse a los pocos números. Muchas de estas publicaciones surgirán en provincias, lo que ponía de relieve la importancia de la renovación cultural impulsada por los sectores juveniles de las burguesías locales. Así, surgirán Litoral, de Málaga, y Mediodía, de Sevilla, ambas publicadas entre 1926 y 1929; en 1927, Verso y Prosa de Murcia, Meseta de Valladolid, Carmen (con Lola, su compañera, a cargo de Gerardo Diego) de Santander, La Rosa de los Vientos de Tenerife, Papel de Aleluyas de Huelva… Y en ese mismo año, en Madrid, la revista Post-Guerra inaugurará la reivindicación del arte «comprometido» y de la «cultura proletaria». Algo posteriores serán Cruz y Raya (1933) y Caballo Verde para la Poesía (1935), dirigidas respectivamente por José Bergamín y Pablo Neruda, que certificarán el fin del puro formalismo vanguardista y la «rehumanización» de la literatura, inmersa en las circunstancias humanas y sociales más inmediatas.

## Colecciones literarias en la Edad de Plata

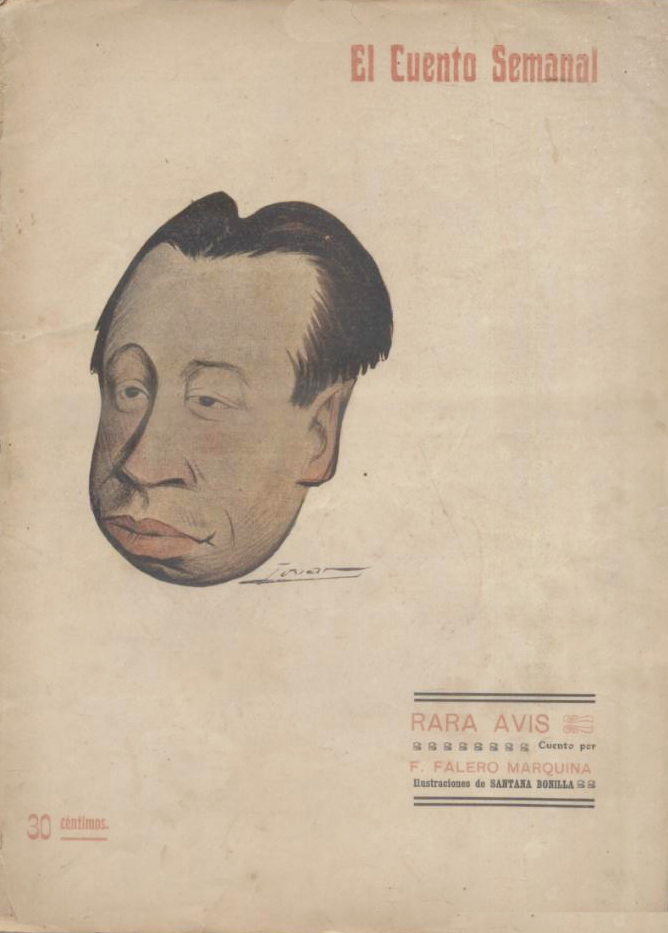
Número de El Cuento Semanal

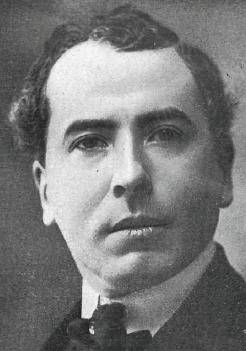
Eduardo Zamacois

El año 1907 sería un año de gran trascendencia cultural y literaria para España. No habiendo finalizado las Navidades, el viernes 4 de enero aparecía en los quioscos el primer número de El Cuento Semanal, colección de novela corta fundada por Eduardo Zamacois, cuyo éxito comercial daría origen al fenómeno masivo de las colecciones literarias (principalmente, de novela corta), que transformaría la producción literaria de los escritores y posibilitaría el acceso a la lectura en muchos hogares, implicando cambios sustanciales en nuestra sociedad. En 1909, tras abandonar El Cuento Semanal, Zamacois funda otra colección, Los Contemporáneos, con los mismos rasgos que su antecesora (periodicidad semanal, formato, etc.) si bien, a partir de 1918, reduciría su tamaño y la calidad de su papel para poder rebajar su precio hasta los diez céntimos, dado que, en 1916, había aparecido otra nueva colección, La Novela Corta, en forma de cuadernillo, que se vendía a tan solo cinco céntimos; y cuya salida revolucionó nuevamente el mercado editorial de la época. Igualmente habían surgido El Libro Popular, a cargo de Francisco Gómez Hidalgo, y La Novela de Bolsillo, dirigida por Francisco de Torres, colecciones de «transición» en cuanto a las características de su formato. Poco después, entre 1921 y 1926, se editaría La Novela Semanal, dirigida por José María Carretero y José Francés, con un formato todavía menor, con el que logró alcanzar –al precio de 25 céntimos– tiradas entre cien y doscientos mil ejemplares; y junto a ella, surgirían otras como La Novela de Hoy (1922- fundada por Artemio Precioso, que incluía una pequeña entrevista con el autor de la semana; La Novela Mundial, propiedad de Luis Montiel y dirigida por José García Mercadal, donde publicaron grandes autores; Los Novelistas, en la que predominaba el género erótico, etc.
La iniciativa de Eduardo Zamacois, por consiguiente, habría de dar origen, tal y como afirma Gonzalo Santonja, «al impresionante aluvión de novelas cortas de autores españoles, de bajo precio y distribuidas a través de los quioscos de prensa, que constituyó el fenómeno editorial y literario más relevante de aquellos años. Y dicho aluvión novelístico logró inculcar la costumbre de leer en unos ambientes que hasta entonces se habían mantenido a prudente distancia del mundo del libro. En resumen […] propició un cambio profundo y radical, de signo muy positivo, en el alicaído panorama editorial español que nuestra débil sociedad literaria había heredado del siglo anterior».

## Ilustración y libro en la Edad de Plata

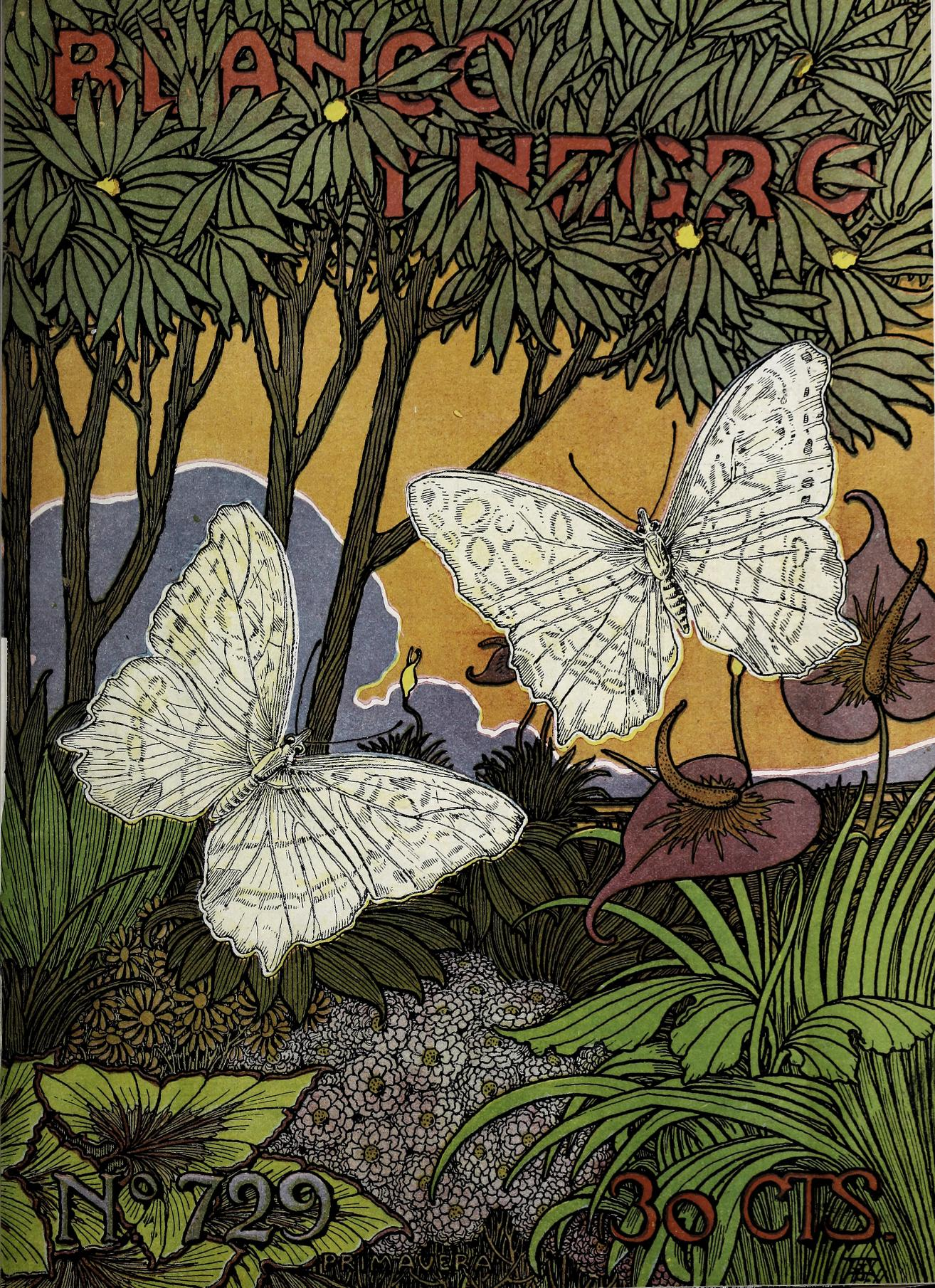
Blanco y Negro, 21 de abril de 1905.

Las dos orientaciones de la ilustración gráfica española, la editorial (revistas, libros) y la publicitaria (anuncios, carteles), vinculadas a la evolución de las técnicas de impresión y a la expansión de la industria del libro y de la prensa, tuvieron en la Edad de Plata su mejor momento. A ello contribuyó, sin duda, la actividad de un grupo de artistas plásticos de distintas edades y tendencias, muchos de los cuales se formaron en Europa donde convivieron e hicieron suyos diferentes movimientos de vanguardia, entre los que destacaron Rafael de Penagos, Federico Ribas y Salvador Bartolozzi. A su vuelta a España mantuvieron su compromiso con la modernidad que pronto fue adoptada por otros ilustradores.
La ilustración se beneficia igualmente de la modernización y expansión de las revistas gráficas, entre las que destacaron Blanco y Negro, Nuevo Mundo y más tarde La Esfera donde abundaba el componente artístico: portadas, ilustraciones a toda página y dibujos para acompañar los textos. En la nómina del Blanco y Negro destacan los ilustradores: Ángel Díaz Huertas, Narciso Méndez Bringas (ambos de clara concepción decimonónica), Rafael de Penagos, Carlos Sainz de Tejada, Juan Esplandiú y Viera Sparza. En La Esfera sobresalen Dhoy, Bartolozzi, Tito, Cerezo, Vallejo, Juan Vita, J. Morales, Echea, Néstor, Alcalá del Olmo, Apel-es-Mestres, Brando, Medina Vera y Rafael de Penagos, entre otros muchos.
Por otra parte, las revistas acogen buena parte de la publicidad ilustrada que atraviesa uno de sus mejores momentos favorecida igualmente por el desarrollo de las empresas anunciantes.
Artistas y editores apostaron conjuntamente por la renovación de las viejas cubiertas de los libros y las dotaron de una calidad y modernidad equiparable a la de los grandes diseñadores europeos. Los modelos, primero inspirados en el movimiento Arts & Crafts, evolucionaron para dar paso al Modernismo, a las vanguardias (neo cubismo, futurismo) y al fotomontaje.
Mención aparte merece la ilustración en la literatura infantil cuyo primer hito lo marca en 1918 la editorial Calleja, cuyo lema era «Todo por la ilustración», con la colección Cuentos de Calleja en colores, con la participación de Rafael de Penagos, Federico Ribas, Salvador Bartolozzi, José Zamora y Fernando Marco. Apel-es-Mestres, Llaverías, Lola Anglada y Jesús Sánchez Tena son firmas frecuentes en las publicaciones de las editoriales del libro infantil en Barcelona. Los suplementos infantiles de revistas como Blanco y Negro (Gente Menuda), Estampa o Crónica, junto con revistas para niños como Pinocho, Macaco o Jeromín (1929-1935) ofrecieron un notable nivel de calidad y de interés, gracias a la colaboración en sus páginas de grandes ilustradores interesados por llevar al niño unas creaciones que «abordasen las categorías más auténticas del mundo infantil». Ejemplos de ello serían la colaboración en Gente Menuda de ilustradores como Serny, Francisco López Rubio, Masberger y Hortelano, en Estampa, Salvador Bartolozzi y en Crónica, Delhy Tejero, Baby Roberto, Demetrio, López Rubio y Robledano.

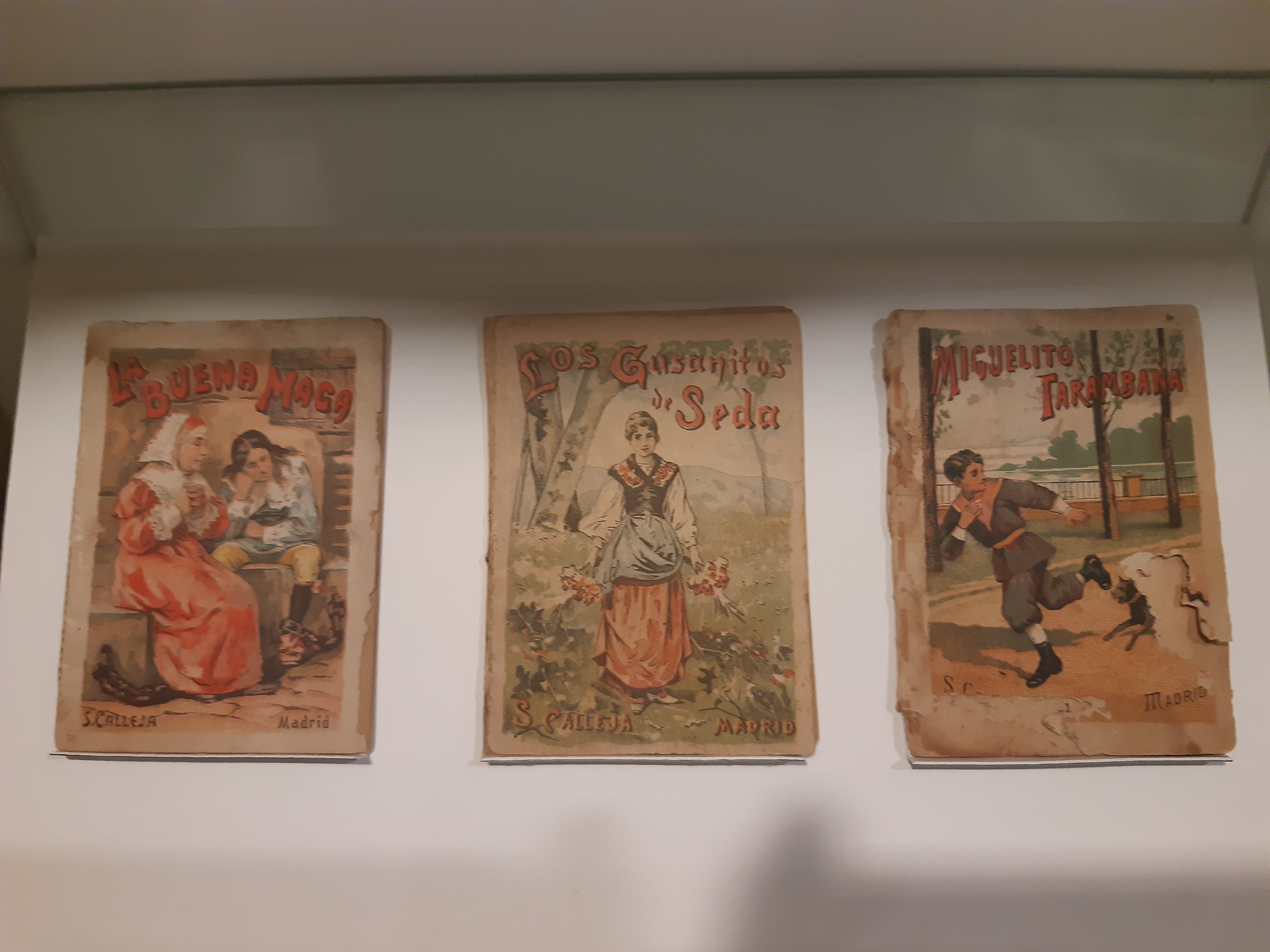
Ejemplares de cuentos de Calleja

## Bohemia y Edad de Plata

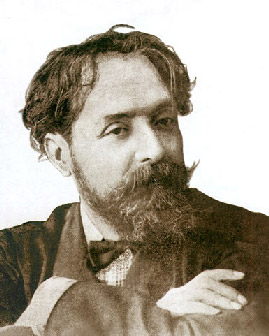
Alejandro Sawa

La bohemia, entendida como aquel estilo de vida alejado de las normas y los convencionalismos sociales, entregado a la creación artística, la contemplación de los ideales y el enriquecimiento intelectual, tuvo su desarrollo en la España del último tercio del siglo XIX y el primero del XX. Principalmente, encontró a sus seguidores en los cafés literarios madrileños y se caracterizó por su noctambulismo. A pesar de su labor literaria, hubo cierto automarginalismo, de tal modo que se pueden englobar más bien en La Otra Edad de Plata. Aun así, sus integrantes se relacionaron con autores realistas, naturalistas, noventayochistas y novecentistas, entre otros. Su labor en la capital se diversificó entre las editoriales y los periódicos, pues tan habitual eran las publicaciones literarias en colecciones periódicas como las crónicas en los diarios madrileños. 
La nómina principal estuvo formada por escritores del decadentismo modernista, como Francisco Villaespesa, Eduardo Zamacois, Rubén Darío, Emilio Carrere, Alejandro Sawa, Dorio de Gádex, José Náckens, Ernesto Bark, Luis Bonafoux, Pedro Barrantes, Manuel Paso, Joaquín Dicenta, Santiago Rusiñol, Andrés González Blanco o Enrique Gómez Carrillo. Es cierto que no todos gozaron del mismo reconocimiento, de ahí que se generasen mitos relativo al malditismo de algunos escritores bohemios trasnochados. 
La nómina la completan otros autores menos estudiados: Armando Buscarini, Alfonso Vidal y Planas, Eliodoro Puche, Ricardo José Catarineu López-Grado, Xavier Bóveda, Enrique Cornuty, Rafael Lasso de la Vega, Antonio Palomero o Antón del Olmet.

## Traducción en La Edad de Plata
La época de la cultura española llamada la Edad de Plata se caracteriza por su apertura a la modernidad europea. La recepción cultural en España, que agita las actividades artísticas, literarias, filosóficas, científicas y educativas, se produce gracias a una serie de autores con voluntad de acoger ideas del extranjero y comprometidos con el progreso social del país. Estos autores cumplen la función de intermediarios culturales y, muchos de ellos, se emplean en la traducción para tal fin.
El interés por este amplio periodo histórico, abierto al diálogo internacional y a la novedad europea, y por la traducción, entendida como motor del cambio literario, ha ocasionado reconocidos trabajos científicos como Poesía importada. Traducción poética y renovación literaria en España (1909-1936), de Miguel Gallego Roca, La traducción en torno al 98, coordinado por Miguel Vega Cernuda, La traducción en la Edad de Plata, coordinado por Luis Pegenaute, Las traducciones del 27, de Francisco Javier Díez de Revenga, o Retratos de traductoras en la Edad de Plata, coordinado por Dolores Romero López, un volumen, este último, que, junto a un artículo previo de la coordinadora del libro, pretende dar visibilidad a mujeres que se emplearon en la traducción desde el compromiso con el feminismo y por la defensa de la mujer moderna, y se enmarca en el proyecto Mnemosine. Biblioteca Digital de la otra Edad de Plata, donde se encuentra una colección dedicada a las traductoras españolas. Asimismo, el proyecto de investigación Creación y traducción en España entre 1898 y 1936 (FFI2015-63748-P MINECO-FEDER), dirigido por Francisco Lafarga, ha servido para profundizar en dos aspectos de la traducción durante la Edad de Plata: el primero, la importancia de la traducción en antologías y revistas; y el segundo, la relación entre escritura creativa y traducción.

## Edad de Plata en el exilio

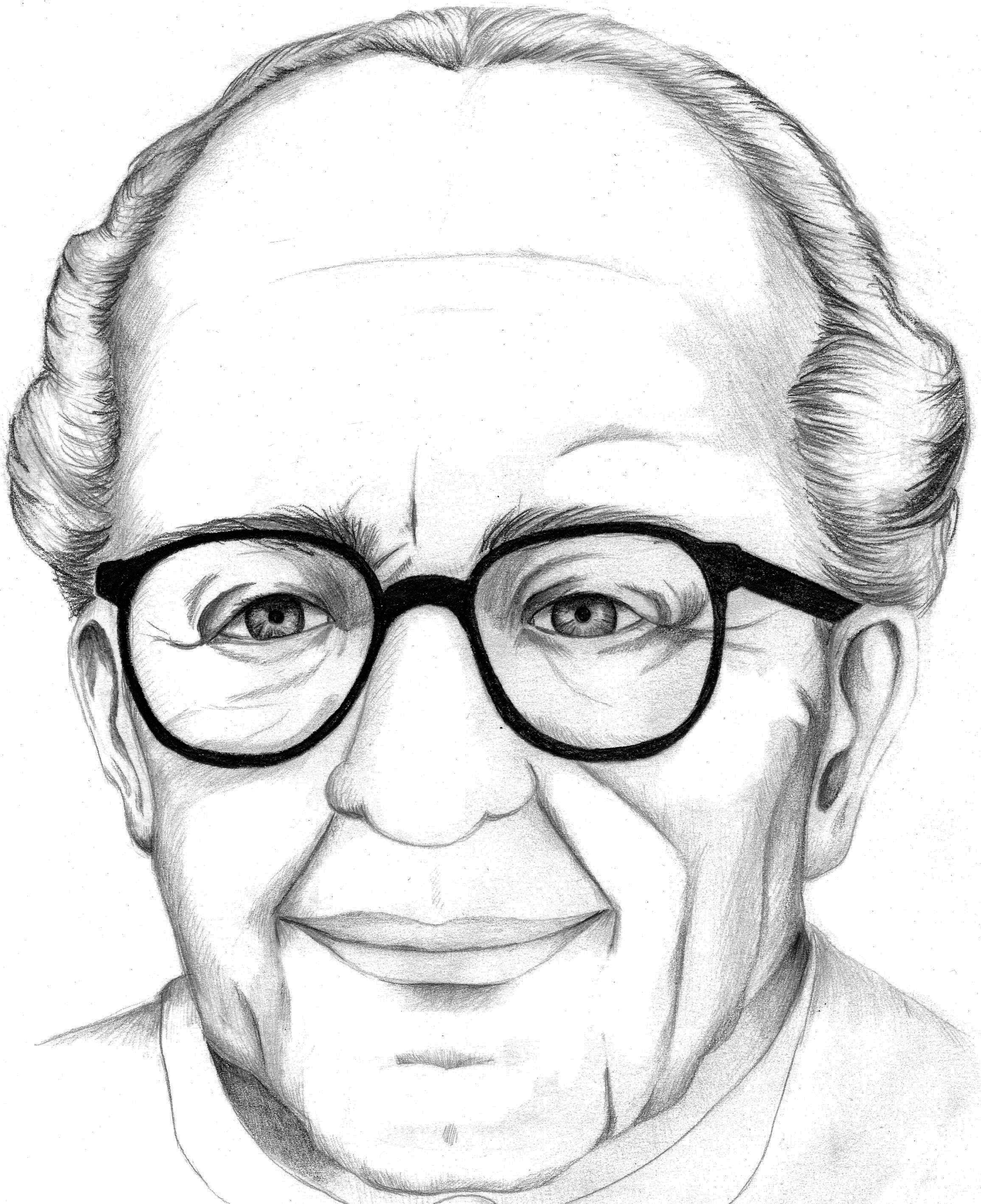
Max Aub

Una buena parte de los intelectuales españoles de la Edad de Plata tuvieron que exiliarse por distintos motivos, principalmente ideológicos. El Grupo de Estudios de Exilio Literario de la Universidad Autónoma de Barcelona lleva desde su constitución en 1993 recabando información sobre el exilio republicano español en Europa, Latinoamérica y Estados Unidos. Gracias a ellos se han recuperado nombres y obras de exiliados que es necesario seguir estudiando para valorar su producción. La literatura española en el exilio es un legado rico que abarca novelistas (Rosa Chacel, Francisco Ayala, Ramón J. Sender, Max Aub), poetas (Enríquez Díez Canedo, Juan José Domenchina, Concha Méndez, Pedro Garfias, Juan Gil-Albert, Marina Romero, Ana María Martínez Sagi, Ernestina de Champourcin), dramaturgos (Rafael Alberti, Alejandro Casona, Rafael Dieste, Jacinto Grau, María Teresa León o María Martínez Sierra), ensayistas y editores (Gonzalo Losada, Antonio López Llausás, Arturo Cuadrado, Luis Seoane, Rafael Giménez Siles, Joan Grijalbo). Particularmente destacable resulta la labor de los intelectuales españoles de la Edad de Plata en Estados Unidos. Los exiliados desarrollan la cultura española fuera de las fronteras nacionales y crean una comunidad de gran valor social, laboral y creativo. España se convierte en una patria imaginada y deseada a la que algunos pueden volver cuando se inicia el periodo democrático.

## La Edad de Plata de las ciencias y las artes
La Edad de Plata no fue únicamente un fenómeno literario: hubo también una Edad de Plata de la ciencia, la música, el arte, el cinematógrafo, la psicología, la arquitectura, la tauromaquia…, como fruto de un proceso de modernización que, partiendo de una minoría innovadora, va contagiando al resto de la sociedad española a lo largo del primer tercio del siglo XX. Síntomas de ello lo constituyen el auge del sport, del excursionismo, del automóvil; el nuevo modelo de hombre y mujer, con la valoración positiva de lo juvenil, lo lúdico, lo moderno; la pasión por el cinematógrafo y la radio; el éxito de los ballets rusos, el tango argentino, el cabaret o el music-hall…
El 11 de enero de 1907, se ponía en marcha la Junta para Ampliación de Estudios e Investigaciones Científicas, organismo que permitió pensionar a los jóvenes estudiantes de mayor talento en universidades extranjeras y romper el inveterado aislamiento de la ciencia en España. En París, un español, Pablo Picasso, daba forma por esas mismas fechas a Las señoritas de Avignon e inauguraba la corriente cubista en la pintura. Otro importante suceso, en ese mismo año, habría de ser la aparición del primer tomo en fascículos de la renombrada enciclopedia Espasa, considerada el diccionario enciclopédico más extenso del mundo. Un extraordinario foco cultural lo constituirá la madrileña Residencia de Estudiantes, fundada en 1910 por la Junta para Ampliación de Estudios: allí convivieron poetas como Lorca, Salinas, Guillén o Emilio Prados con artistas plásticos como Salvador Dalí o cineastas como Luis Buñuel. Juan Ramón Jiménez diseñó sus jardines; en sus salones dieron conferencias científicos como Marie Curie o Albert Einstein; filósofos como Henri Bergson o el conde de Keyserling; economistas como John M. Keynes; músicos como Maurice Ravel; el egiptólogo Howard Carter; escritores europeos como H. G. Wells, Paul Valéry, Chesterton, Paul Eluard, Louis Aragon, etc. En la Residencia de Estudiantes trabajaron asimismo científicos españoles como Severo Ochoa, Juan Negrín, Nicolás Achúcarro, Blas Cabrera, Antonio Madinaveitia, Sacristán, Ignacio Bolívar… En su salón actuaron músicos como la clavecinista Wanda Landoska, Manuel de Falla, Andrés Segovia; y Federico García Lorca acompañó al piano a Encarnación López Júlvez, la Argentinita, la gran figura de la danza popular española.

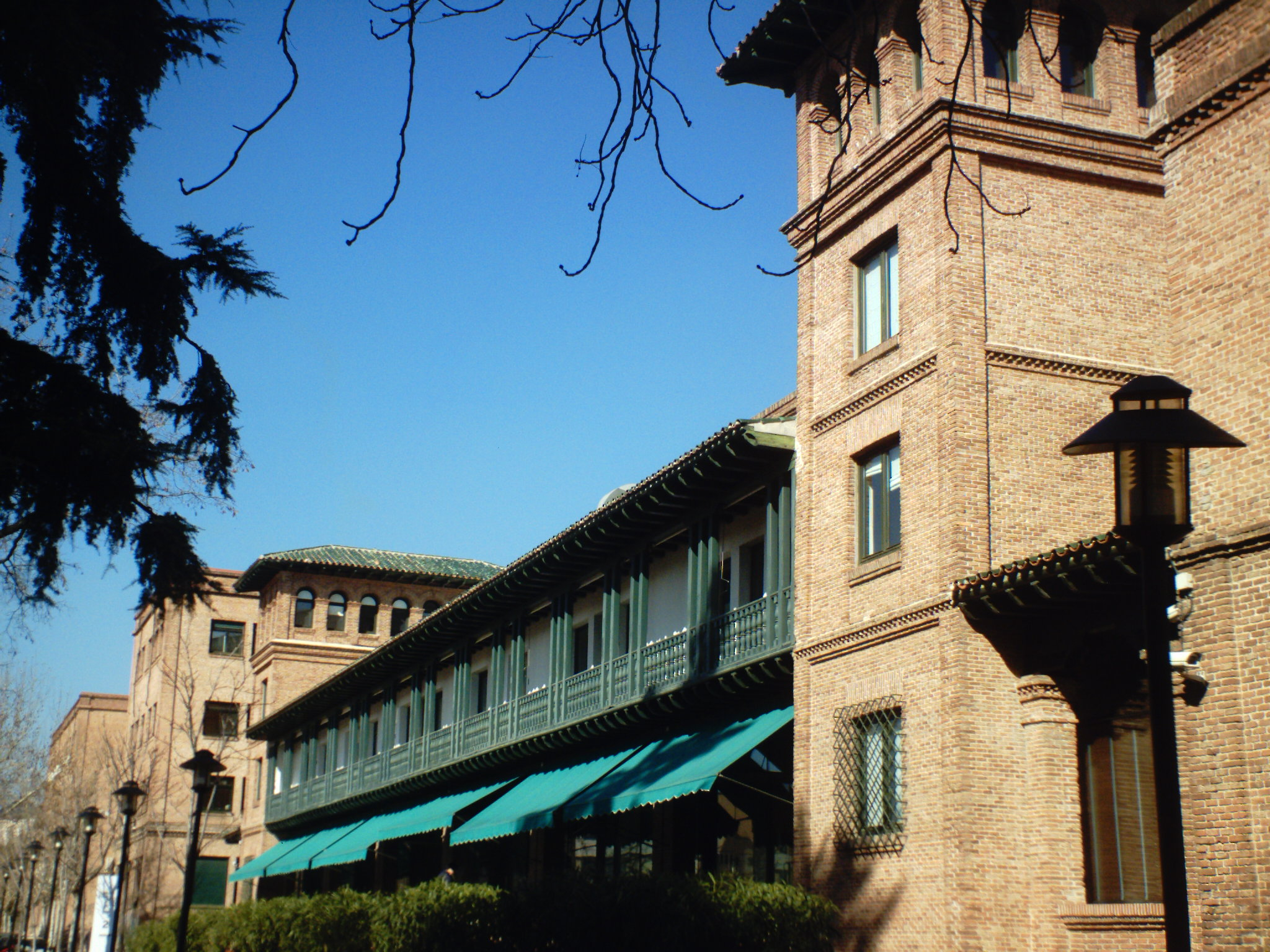
Residencia de Estudiantes

En palabras de José Moreno Villa, «Aquella minoría, aquel enjambre, hervía, quería superarse; había un rumor renacentista que la mantenía en vilo… Así vale la pena de vivir. ¿Qué más puede pedir un país?» En esta época es también muy significativo el desarrollo que alcanzan diversas formas expresivas y medios de comunicación que marcarán de modo decisivo la cultura popular del siglo XX: prensa, cómic, fotografía, radio, música grabada… Pero es quizá el cine el mayor fenómeno artístico del momento, logrando en seguida una notable madurez estética. No menos importante habría de ser, a lo largo de la II República, la labor de difusión cultural que realizan las Misiones Pedagógicas, que pretenden «llevar a las gentes, con preferencia a las que habitan localidades rurales, el alimento del progreso y los medios de participar en él» y la compañía teatral de La Barraca, proyecto artístico predilecto para Federico García Lorca.

## Iniciativas editoriales del rescate
Existen iniciativas editoriales que, a lo largo de este siglo, están reeditando libros que ponen en valor la producción literaria de la Edad de Plata. En la Colección Biblioteca del Rescate de la editorial sevillana Renacimiento se encuentras textos valiosos de Ángeles Vicente, Santiago Rusiñol, Carmen de Burgos, Elena Fortún, etc. Recientemente, el mismo sello inició la Biblioteca Mercedes Pinto para reunir su obra completa. La editorial madrileña Torremozas, especializada en literatura femenina, ha rescatado textos de Josefina de la Torre, Carmen Conde, Concha Espina, Lucía Sánchez Saornil, etc. Laudable es el empeño que se lleva a cabo desde la Revista Mediodía que publica estudios y se reproducen algunos textos literarios, «raros y olvidados», a nivel hispánico. Junto a estas iniciativas surgen otras de carácter institucional como la que recientemente ha puesto en marcha la Biblioteca de la Universidad Complutense que ha digitalizado y puesto en abierto trescientos cuentos infantiles de la emblemática Editorial Calleja. Todas estas iniciativas mantienen en forma una historia cultural del periodo en constante evolución.
En la web de Biblioteca Nacional de España se encuentra el recurso «Edad de Plata Interactiva», que contiene tres colecciones con textos originales anotados y revistas informativas sobre Literatura Infantil, Madrid en la Literatura de la Edad de Plata y la Mujer Moderna. En esta última colección se pueden leer en formato interactivo textos de Emilia Pardo Bazán («El encaje roto»), Blanca de los Ríos («Las hijas de D. Juan»), Carmen de Burgos («El Kodak»), Isabel de Palencia («La madre y la radiofonía») y Concha Espina («Aurora de España»).